# Quartier Saint-Symphorien de Tours
Pour les articles homonymes, voir Saint-Symphorien.
Saint-Symphorien est une ancienne commune d'Indre-et-Loire dont une partie est devenue un quartier de la ville de Tours en 1964. Situé dans le nord de la ville, le quartier compte près de 17 000 habitants en 2020 contre environ 11 400 lors de sa fusion avec la ville de Tours. Cette intégration s'inscrit dans une volonté de la commune de s'étendre afin de loger une population grandissante. Elle permet ensuite la création par la ville de Tours du quartier Europe, limitrophe au nord. Le quartier Saint-Symphorien est également encastré entre le quartier Paul-Bert au sud, le quartier Sainte-Radegonde à l'est et la commune de Saint-Cyr-sur-Loire à l'ouest.
Habitée depuis près de mille ans en périphérie de la ville de Tours grâce à l'installation du pont médiéval d'Eudes, la zone s'est surtout développée à partir du début du XXe siècle. Le développement du quartier Europe entre les années 1960 et 1970 modifie la périphérie de Saint-Symphorien, de même que la création du quartier Monconseil en 2009, contribuant à y déplacer les activités de Tours-Nord. Tous ces bouleversements ont entamé la cohérence du quartier Saint-Symphorien, qui ne compte pas de centre attractif clairement identifiable.

## Délimitation
Le quartier est délimité par l'Insee dans son partage de la commune de Tours en 22 îlots regroupés pour l'information statistique (IRIS). Il est ainsi le plus peuplé et le plus vaste des quartiers de la ville.
Il s'étend en effet depuis la place Choiseul au sud, comprenant la partie à l'ouest de l'avenue de la Tranchée, la partie est étant comprise au sein du quartier Paul-Bert. À l'ouest, il est délimité par la commune de Saint-Cyr-sur-Loire et au nord par les rues Chevalerie et Hardouin puis l'avenue de Maginot, faisant la séparation avec le quartier Europe. À l'est, la rue Ronsard et le boulevard du Maréchal Juin séparant Saint-Symphorien de Sainte-Radegonde. Enfin, au sud, les rues Trianon, Devildé, Saint-Barthélémy et Pont-Volant marquent la frontière avec Paul-Bert,.

## Histoire

### Commune de Saint-Symphorien

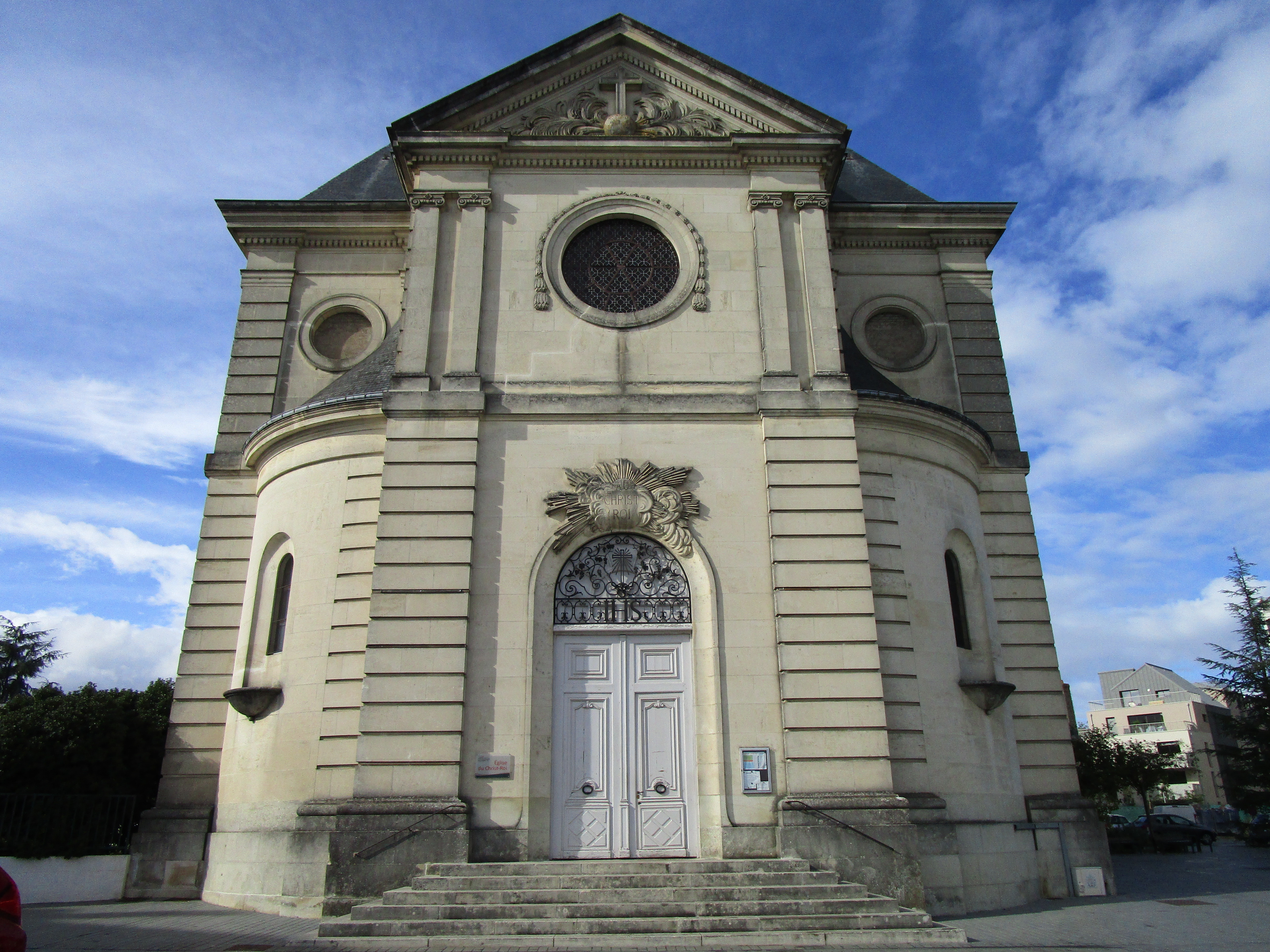
L'église du Christ Roi, située dans le cœur du quartier.

Saint-Symphorien est une ancienne commune d'Indre-et-Loire. C'est aussi l'ancien nom du quartier Paul-Bert jusqu'en 1908. Il s'appelait le faubourg Saint-Symphorien jusqu'à cette date. Il s'est développé, surtout après l'ouverture du pont médiéval d'Eudes en 1034, qui aboutissait dans ce faubourg.
Cette situation apparemment complexe, provient de la division de l'ancienne paroisse en deux parties au moment de la réforme administrative de 1789. La partie rurale de la paroisse est devenue la commune de Saint-Symphorien hors les murs. Le faubourg, partie urbaine de la paroisse qui a conservé l'église éponyme, est resté attaché à Tours. On a donc eu pendant plus d'un siècle, deux territoires distincts portant le même nom. Par procès-verbal de délimitation et arrêté préfectoral du 21 germinal an 9 (11 avril 1801), Saint-Symphorien céda à Sainte-Radegonde-en-Touraine 19 hectares et reçut 86 hectares en échange, sans habitation. La délimitation de Saint-Symphorien d’avec Sainte-Radegonde-en-Touraine fut réalisée en 1808.
Le faubourg Saint-Symphorien-des-Ponts de Tours fut en outre, le 8 mai 1589, le théâtre d'un sanglant combat opposant des troupes du duc de Mayenne, alors devenu le chef de la Ligue, à celles conjointes d'Henri III et Henri de Navarre qui venaient de signer un traité d'alliance au château de Plessis-lès-Tours,.
Au cours de la Révolution française, le faubourg porta provisoirement le nom de La Réunion-du-Nord.

### Fusion et transformation en quartier tourangeau

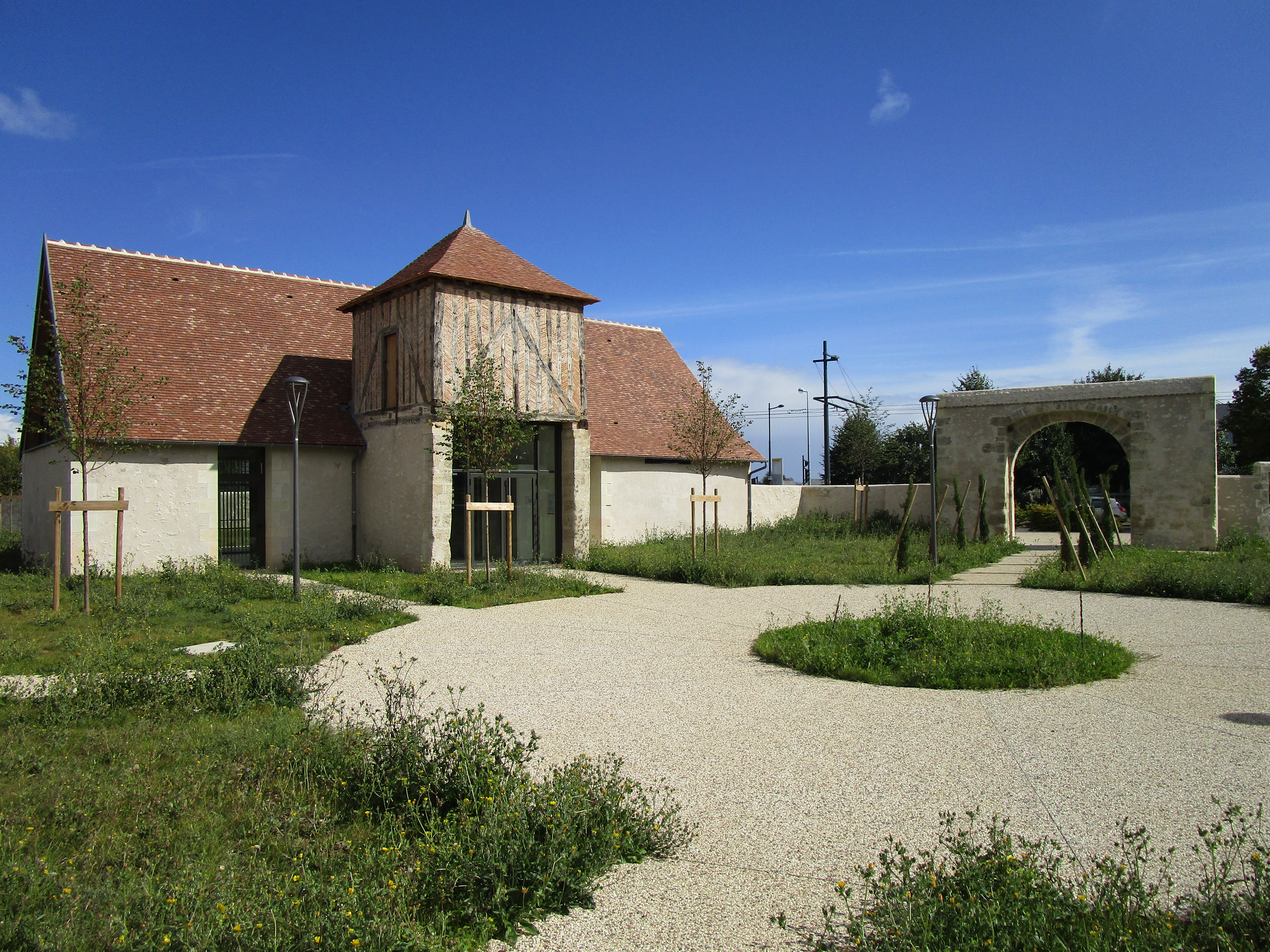
La grange Colombier dans le nord-est du quartier.

Le 1er juin 1964, la commune de Saint-Symphorien vote son rattachement à Tours dont elle devient alors un quartier. La commune voisine de Sainte-Radegonde-en-Touraine effectue le même mouvement la même année et le même jour. Ces décisions ont lieu alors que la ville de Tours cherche à s'étendre et à poursuivre ses grands travaux afin de loger la population grandissante dans le contexte des Trente Glorieuses. La pression pour intégrer ses communes s'accentue donc, d'autant que la ville de Tours est limitée par la Loire au nord et le Cher au sud. De plus, la ville commence à manquer d'espace après avoir engagé la construction du Sanitas dans le centre en 1958 et l'aménagement des Rives du Cher au sud alors en projet.
Le cœur du quartier Saint-Symphorien étant d'urbanisation relativement ancienne, sa morphologie a peu changé depuis sa fusion avec la commune de Tours. En revanche, les travaux à sa périphérie l'a affecté de façon importante. La construction entre 1966 et 1972 du quartier Europe, composé de grands ensembles et de résidences pavillonnaires, a modifié le centre d'attraction de Tours-Nord. C'est en effet plus au nord, à l'intersection entre l'avenue de l'Europe et la rue de Jemmapes, que sont installés la mairie annexe et la médiathèque François-Mitterrand. Depuis lors, l'identité du quartier Saint-Symphorien peine à s'affirmer et son aménagement à trouver une cohérence. Le quartier Europe est parfois considéré comme un « sous-quartier » de Saint-Symphorien, mais le découpage de l'Insee le considère comme un quartier à part entière.

### Développements récents

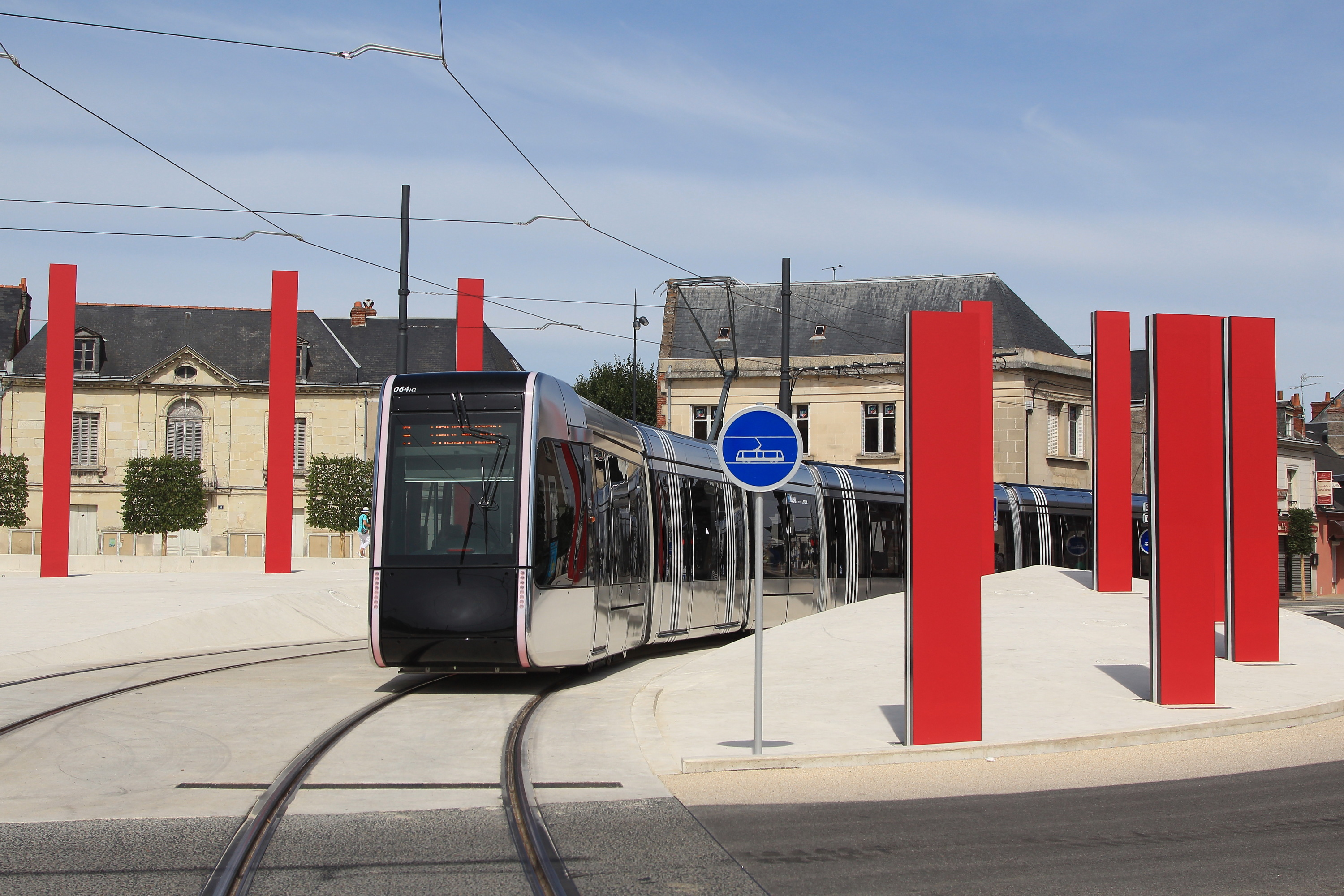
Le tramway sur la place de la Tranchée, avec l'ancienne mairie de Saint-Symphorien en arrière-plan.

À partir de 2009, le « sous-quartier » écologique Monconseil se développe sur d'anciennes emprises agricoles au nord-est du quartier. Ce projet permet une urbanisation presque complète de Saint-Symphorien avec la création de plus de mille logements. Dans le même temps, l'inauguration du tramway de Tours en 2013 permet de mieux desservir le quartier, celui-ci y marquant six arrêts. Son terminus s'arrête aux pieds du lycée Vaucanson du futur « Forum Méliès », administrativement situé dans le quartier de Sainte-Radegonde.
En septembre 2017, la mairie annonce la refonte du nord de la place de la Tranchée avant 2025. Les travaux incluent la destruction et reconstruction à proximité du complexe scolaire Victor Hugo, vieillissant. Le sort de la mairie de l'ancienne commune de Saint-Symphorien n'est pas encore fixé, entre destruction et rénovation. Un parking sera également réduit de taille grâce à la construction d'un nouveau sur plusieurs niveaux. Les terrains dégagés seront principalement destinés à la construction de logements. En 2018, la ville entame la réfection de la place du Président Coty, vieillissante et essentiellement consacrée à des parkings et à un marché bi-hebdomadaire, dans le but d'améliorer son accessibilité et d'y créer des espaces verts.

## Démographie

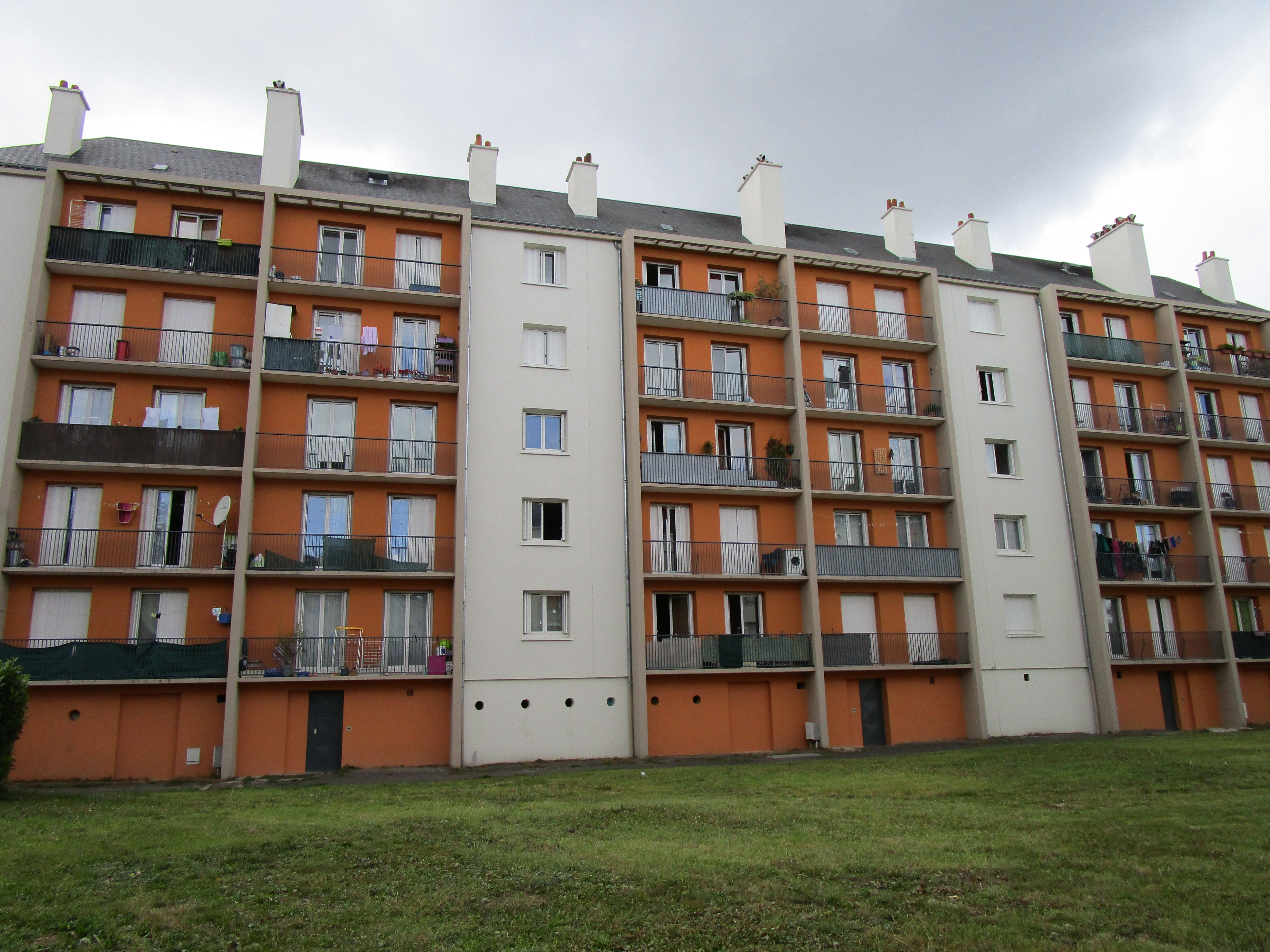
Logements collectifs sur la rue Beauverger.

La commune de Saint-Symphorien a vu sa population croitre de manière régulière, sous l'influence de la dynamique de la ville de Tours voisine. C'est surtout durant le XXe siècle que la population de la commune explose, passant de 3 536 habitants en 1906 à 11 437 en 1962, peu avant la disparition de la commune. Depuis cette date, la population du quartier continue d'augmenter étant donné les nombreux projets immobiliers menés, s'établissant à 13 080 habitants en 2009 et 15 758 en 2018,.
| 1793  | 1800 | 1806 | 1821  | 1831  | 1836  | 1841  | 1846  | 1851  |
| ----- | ---- | ---- | ----- | ----- | ----- | ----- | ----- | ----- |
| 1 060 | 702  | 998  | 1 122 | 1 365 | 1 471 | 1 795 | 2 052 | 2 334 |

| 1856  | 1861  | 1866  | 1872  | 1876  | 1881  | 1886  | 1891  | 1896  |
| ----- | ----- | ----- | ----- | ----- | ----- | ----- | ----- | ----- |
| 2 547 | 2 579 | 2 536 | 2 652 | 3 139 | 3 180 | 3 338 | 3 288 | 3 579 |

| 1901  | 1906  | 1911  | 1921  | 1926  | 1931  | 1936  | 1946  | 1954  |
| ----- | ----- | ----- | ----- | ----- | ----- | ----- | ----- | ----- |
| 3 585 | 3 536 | 3 830 | 4 810 | 5 321 | 6 370 | 7 196 | 7 371 | 9 318 |

| 1962   | - | - | - | - | - | - | - | - |
| ------ | - | - | - | - | - | - | - | - |
| 11 437 | - | - | - | - | - | - | - | - |

## Conditions de vie

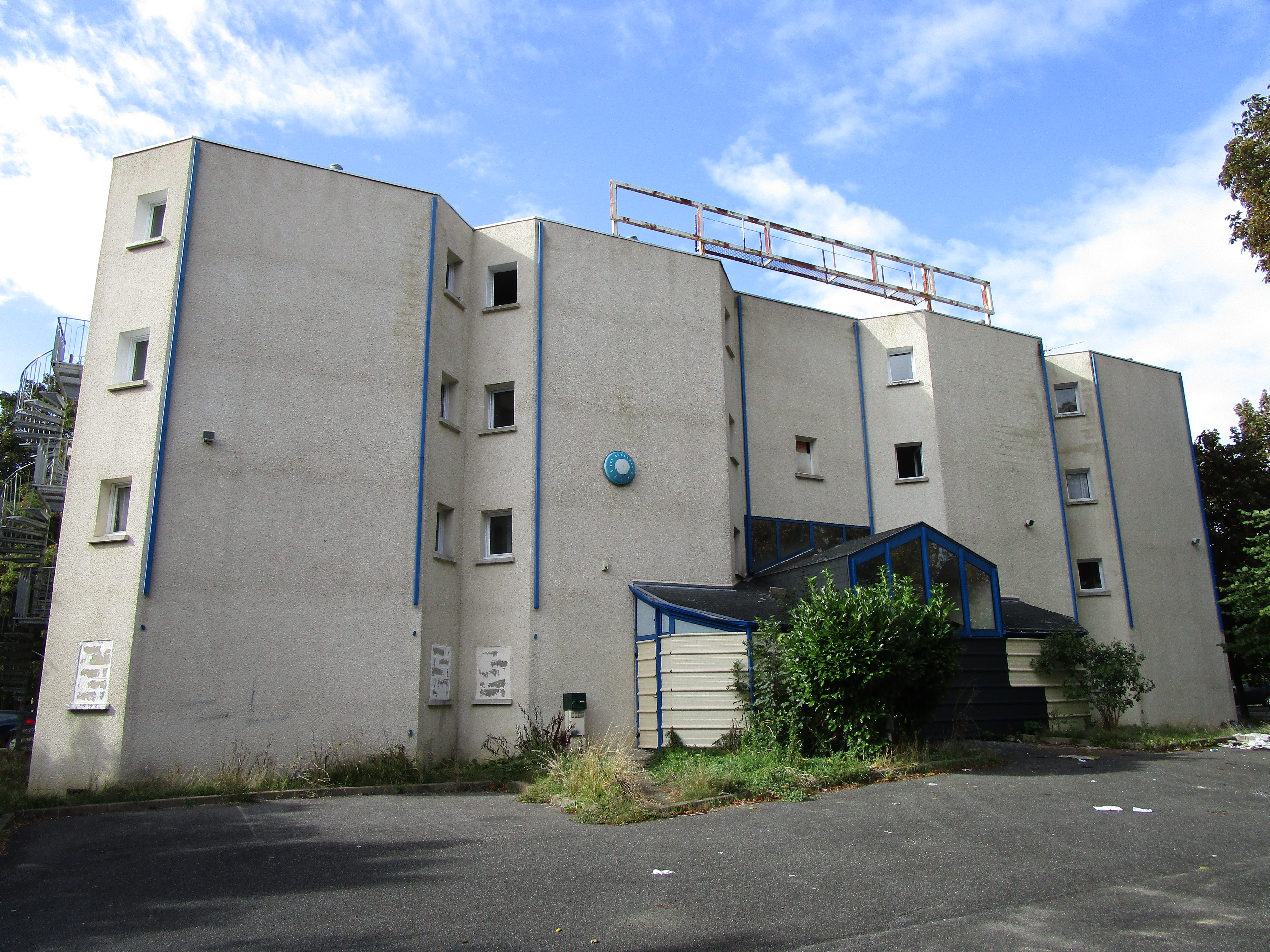
Résidence Liberté, concernée par le conflit social.

Le quartier Saint-Symphorien est relativement aisé et se situe globalement dans la moyenne de la ville de Tours. Les revenus moyens des ménages se situent en effet à 24 200 euros par an, soit en moyenne 2 017 euros par mois et par ménage. La moitié des salariés du quartier sont des cadres et l'autre moitié des employés et ouvriers, à l'instar de la commune dans son ensemble. Quelque 24 % de la population est retraitée et 10 % est au chômage, en 2009, contre 14 % pour la ville de Tours. Environ 44 % des habitants sont propriétaires de leur logement, contre seulement 32 % pour la commune en moyenne. Enfin, environ 19 % des logements sont des baux sociaux, soit un peu moins que la moyenne communale.
Le quartier a été le théâtre d'un conflit social remarqué par les médias locaux et nationaux en 2016. Les locataires de la résidence liberté, qui contient 54 studettes à caractère social, se sont trouvés privés d'électricité après la décision de coupure du courant par Électricité de France (EDF) à la suite d'impayés de la part du propriétaire de l'immeuble, une société civile immobilière. Cette dernière conteste le comptage effectué par le fournisseur d'électricité. La coupure de courant pose des problèmes d’hygiène et de sécurité, mais la justice saisie estime cette coupure légale, malgré le paiement régulier des loyers par un certain nombre de locataires. Les demandeurs n'ont pas réussi à convaincre le Tribunal de grande instance de Tours de l'existence de « dommage imminent » pour les 120 locataires. Ces derniers, qui n'ont pas été prévenus de la coupure au préalable, se plaignent notamment de l'impossibilité de cuisiner ou d'accès à l'eau chaude, l'immeuble étant équipé en tout-électrique,,. Les résidents finissent par être tous relogés, puis le bâtiment condamné se délabre rapidement. À la suite de sa vente par le propriétaire, il devrait être démoli.

## Infrastructures

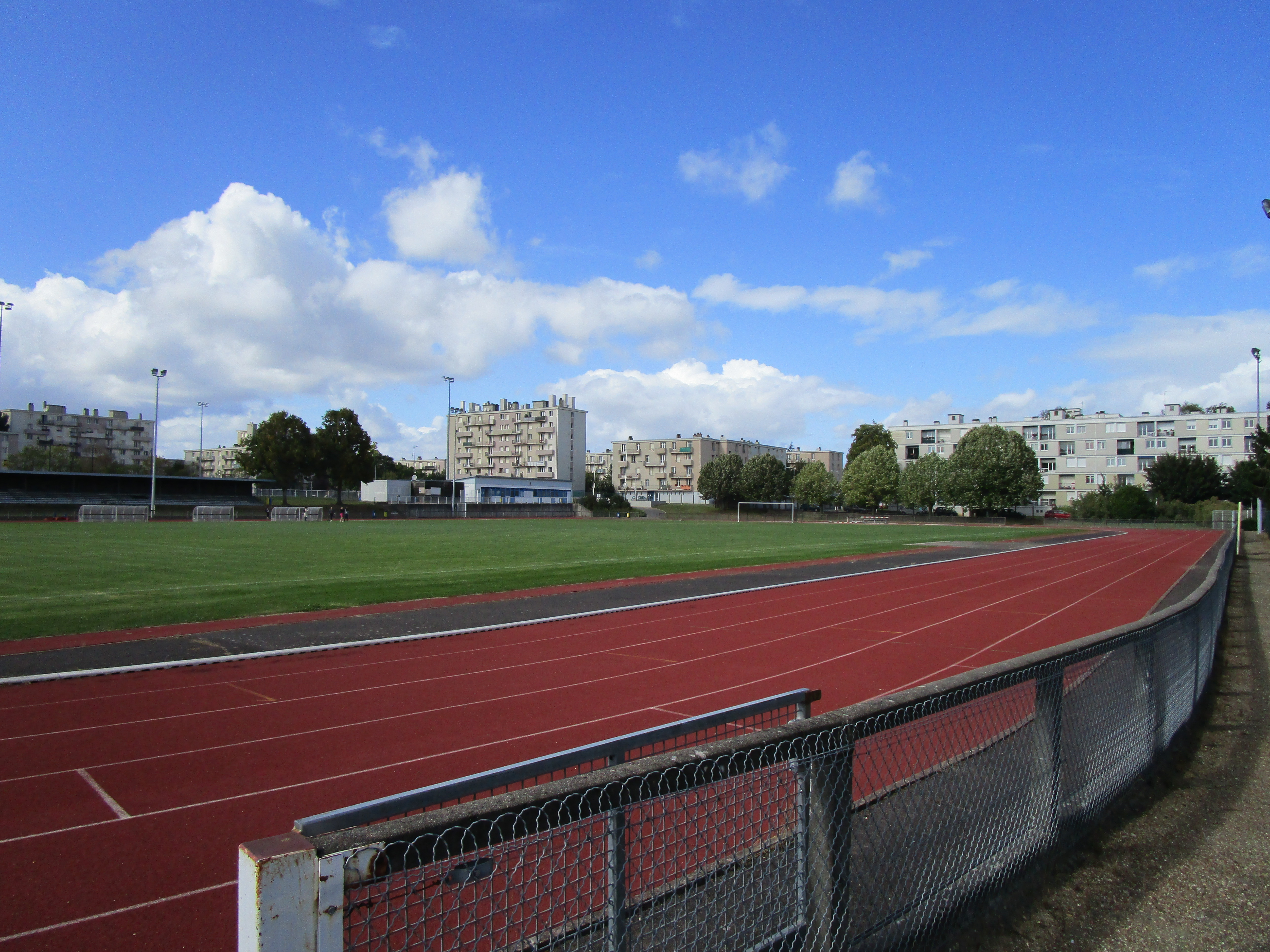
Le stade des Tourettes.

On trouve plusieurs infrastructures sportives dans le quartier, comme le stade des Tourettes, sur la rue du Pas-Notre-Dame. Il fait d'ailleurs l'objet d'un projet de la ville visant à l'équiper d'un terrain synthétique en gazon pour 648 000 euros. Il pourrait alors prendre le nom d'un donateur. Fondé en 1949, le club Saint-Symphorien y siège et compte environ de 250 licenciés. La piscine des Tourettes, qui jouxte le stade, a été construite dans les années 1970 et est depuis vieillissante. Elle est bâtie sur le modèle des piscines Caneton dans le cadre de la planification gouvernementale visant à construire mille bassins dans le pays.
Le quartier Saint-Symphorien est relativement bien desservi par les transports, surtout depuis l'inauguration du tramway de Tours le 31 août 2013. Ce dernier marque un total de six arrêts dans le quartier, ce qui en fait en théorie de le quartier de la ville le plus desservi. Cependant, le tramway ne traverse pas la totalité du quartier, marquant un détour pour rejoindre le quartier populaire de l'Europe. Arrivant du Tours par le sud, le tramway marque d'abord quatre arrêts, dont trois sur l'avenue de la Tranchée : place Choiseul, Charles Barrier, Tranchée puis Christ-Roi. Le bout de la ligne dessert ensuite la partie nord-est du quartier, avec les arrêts Monconseil (sur l'extrémité du « sous-quartier » Monconseil) et enfin l'arrêt Vaucanson, le terminus de la ligne.

## Éducation

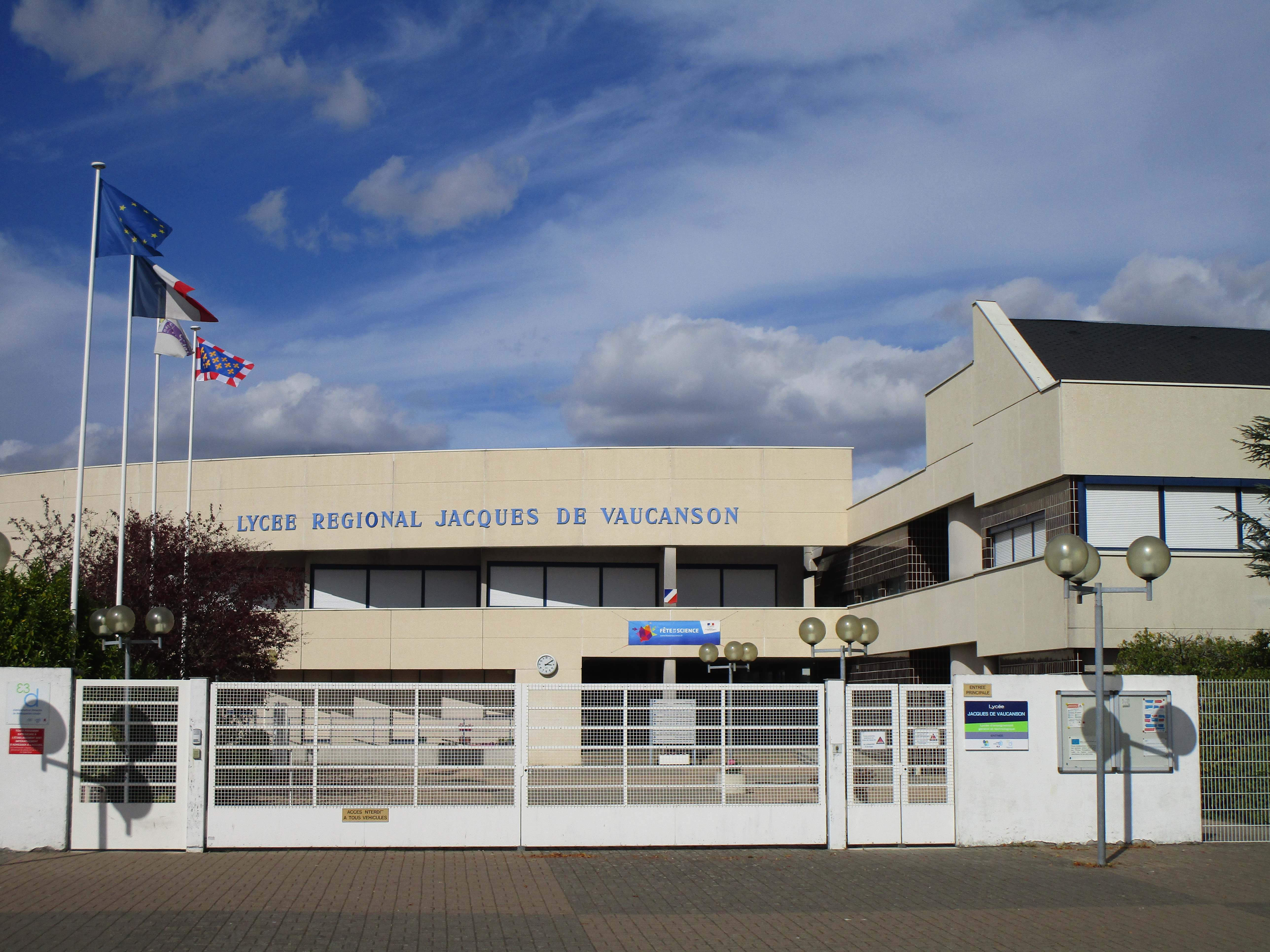
Le lycée Vaucanson.

Le quartier Saint-Symphorien est relativement riche en écoles et institutions éducatives. Le plus connu est le lycée général et technologique Jacques de Vaucanson qui se situe à la limite nord-est du quartier. Construit en 1990, il compte près de mille élèves. Il est surtout notoire pour ses formations post-bac. Le lycée propose en effet cinq classes préparatoires aux grandes écoles (CPGE) dans les filières scientifiques : en première année deux « physique, chimie, sciences de l'ingénieur » (PCSI), et en seconde année deux « physique et technologie » (PT) avec une « physique et sciences de l'ingénieur » (PSI). On y trouve aussi deux BTS : « conception et industrialisation en microtechniques » et « systèmes photoniques »,.
On trouve également non loin du lycée Vaucanson le collège Pierre de Ronsard qui compte près de 500 élèves, dont plus d'une centaine intégrés à des sections d'enseignement général et professionnel adapté (Segpa). Il contient également des unités localisées pour l'inclusion scolaire (Ulis). L'établissement a été inauguré le 30 janvier 1968 sous le nom « collège d'enseignement secondaire mixte Saint-Symphorien » et a été rénové en 2002.
Le quartier compte enfin plusieurs établissements élémentaires et pré-élémentaires. Les écoles maternelle et élémentaire Victor Hugo comptent au total 200 élèves, sur la place de la Tranchée,. L'école élémentaire Saint-Exupéry, sur la rue du même nom, compte elle près de 200 élèves en 2016. Enfin, l'école maternelle du Croix Pasquier compte un peu plus d'une centaine d'élèves.

## Personnalités liées à l'ancienne commune
- Eugène Goüin (1818-1909), natif, financier et homme politique.
- Léon Palustre (1838-1894), y est mort, archéologue.
- Émile Warré (1867-1951), religieux connu pour ses travaux sur l'apiculture.
- Charles Maurras (1868-1952), journaliste et homme politique, chef de file de l'Action française et théoricien du nationalisme intégral, mort à Saint-Symphorien.
- Henri Laurentie (1901-1984), fonctionnaire de l'administration coloniale, résistant et Compagnon de la Libération, né à Saint-Symphorien.
- Alain de Benoist de Gentissart (1943), natif, intellectuel, philosophe et politologue principal représentant du mouvement dit de la « Nouvelle Droite ».
- Didier Migaud (1952), natif, homme politique. Ancien président de la commission des Finances de l'Assemblée nationale, premier président de la Cour des Comptes.
- Catherine Colonna (1956), native, diplomate et femme politique, ministre déléguée aux Affaires européennes (2005-2007).
- Bernard Lama (1963), natif, footballeur international.

## Monuments
- Château du Pilorget
- Château des Douets

## Galerie d'images

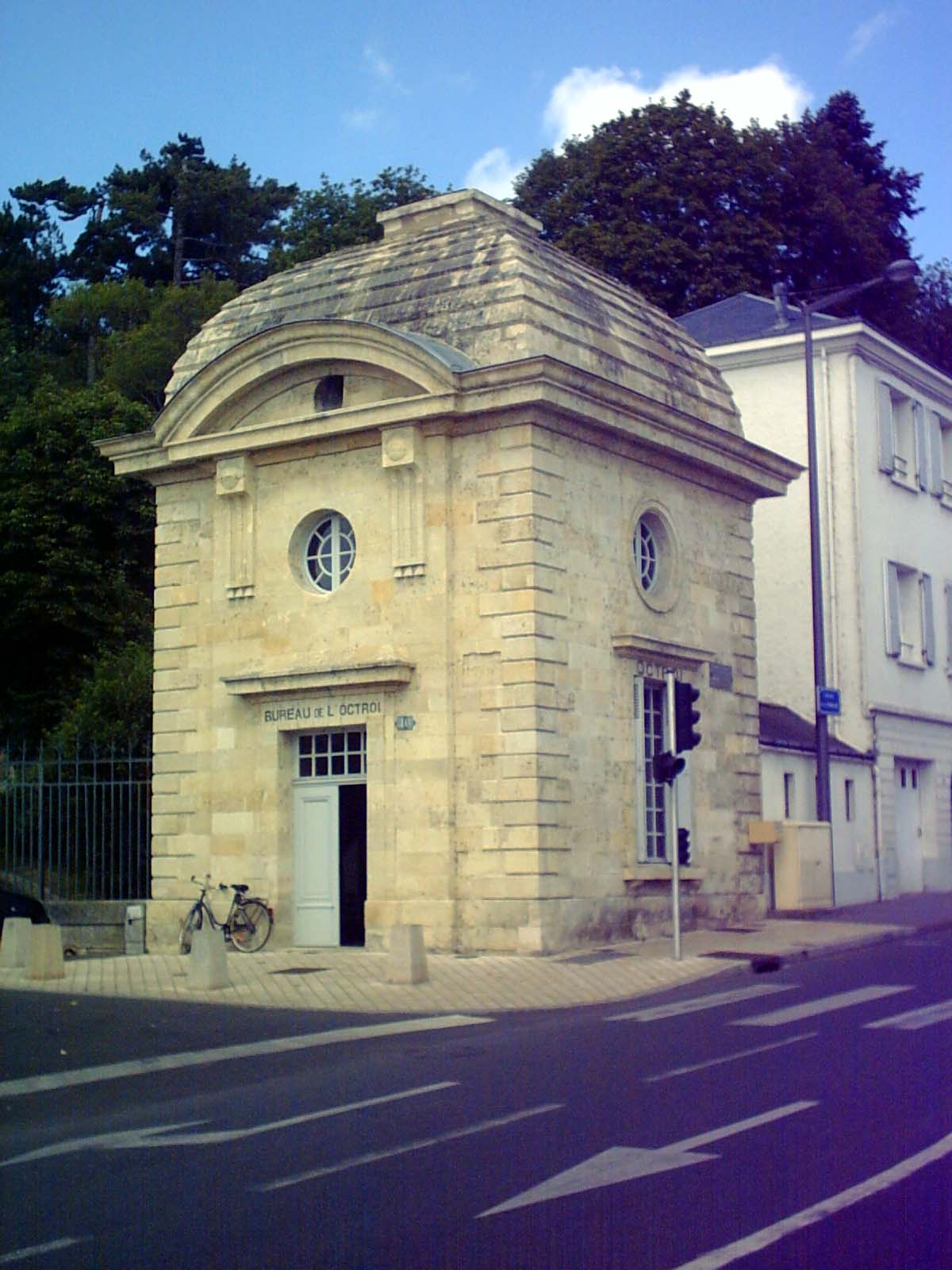
Pavillon d'octroi sur la Tranchée.
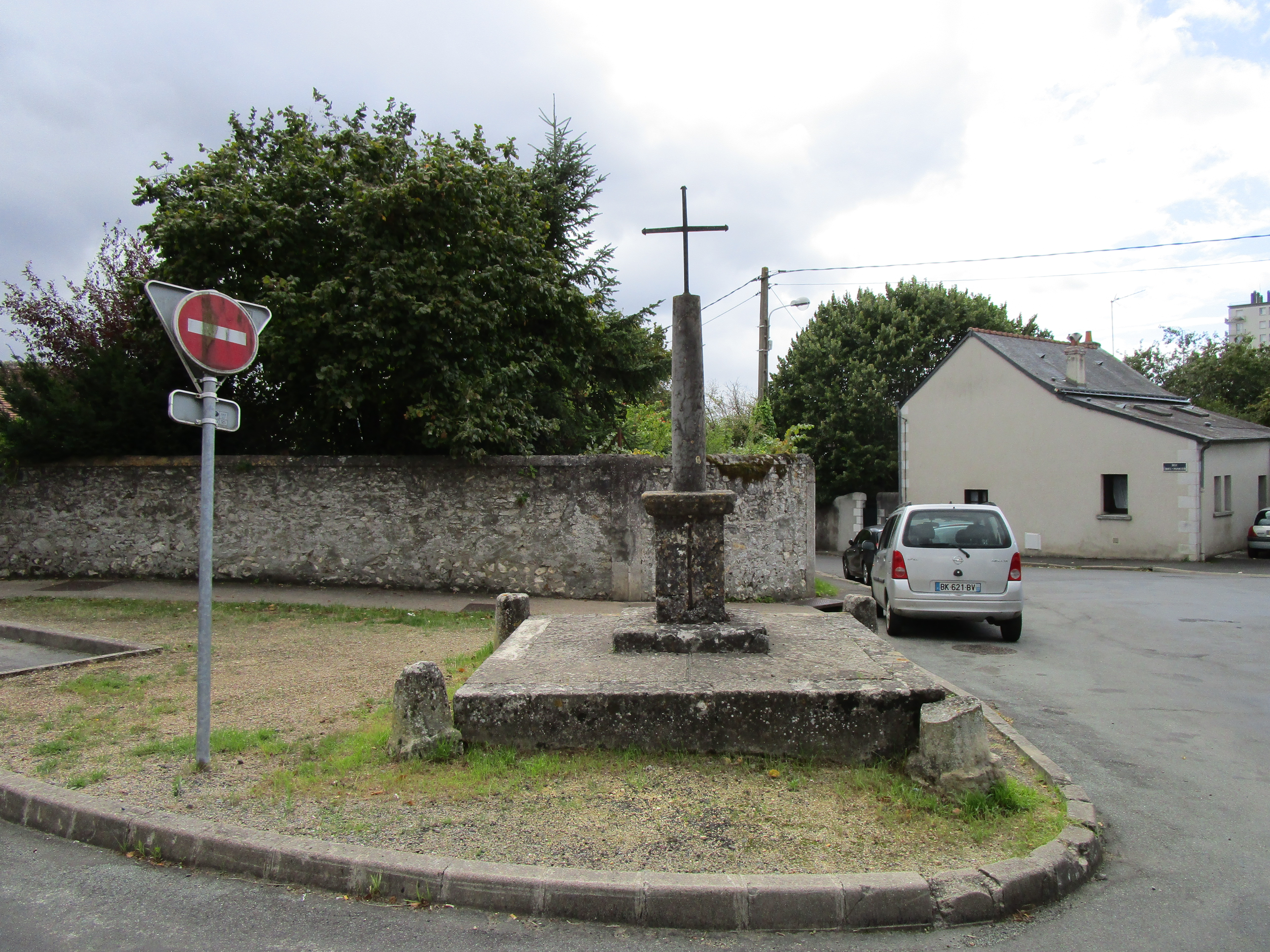
Croix sur la rue Devildé.
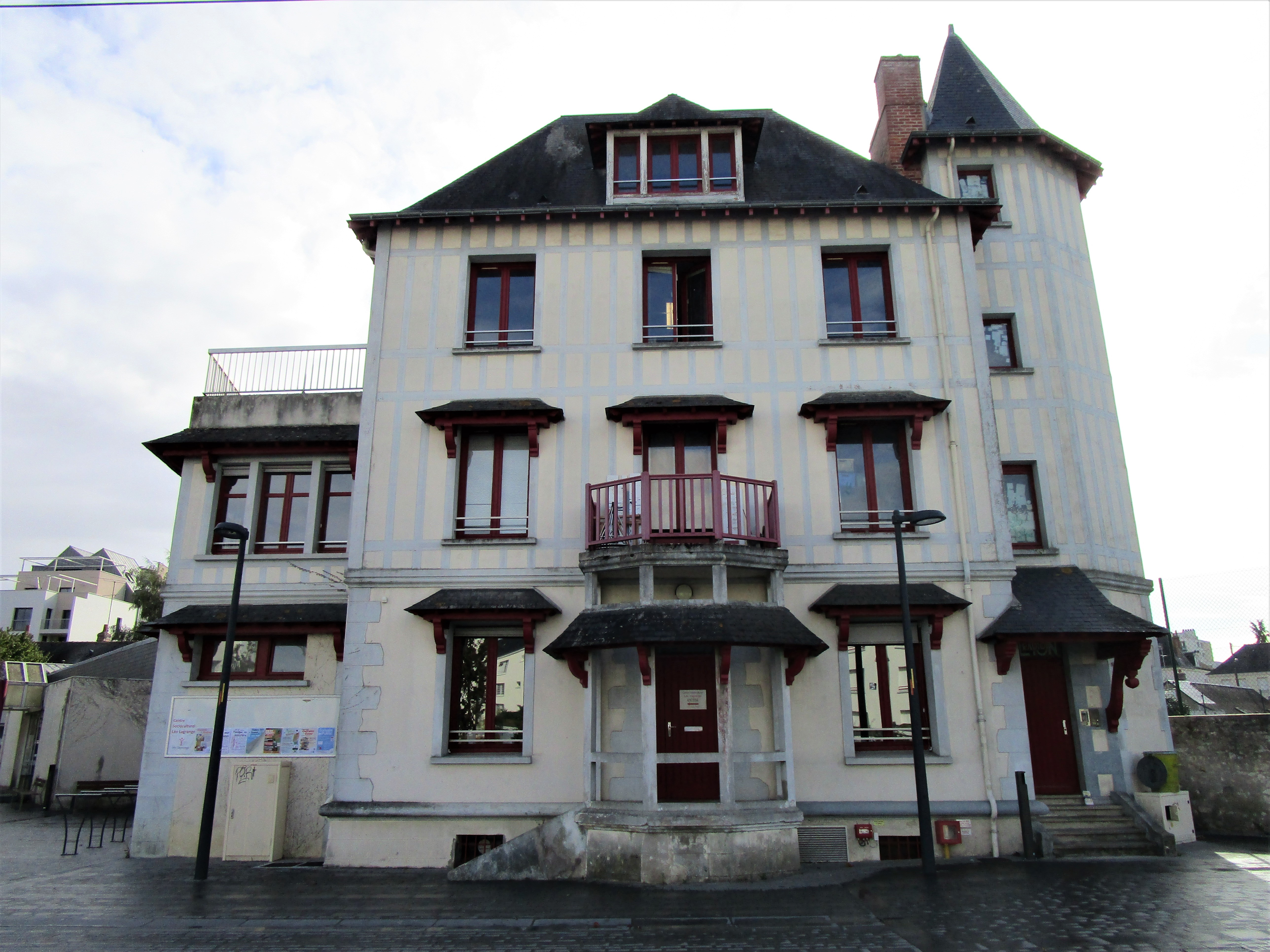
Centre Léo Lagrange et Radio Béton, sur la rue Kennedy.
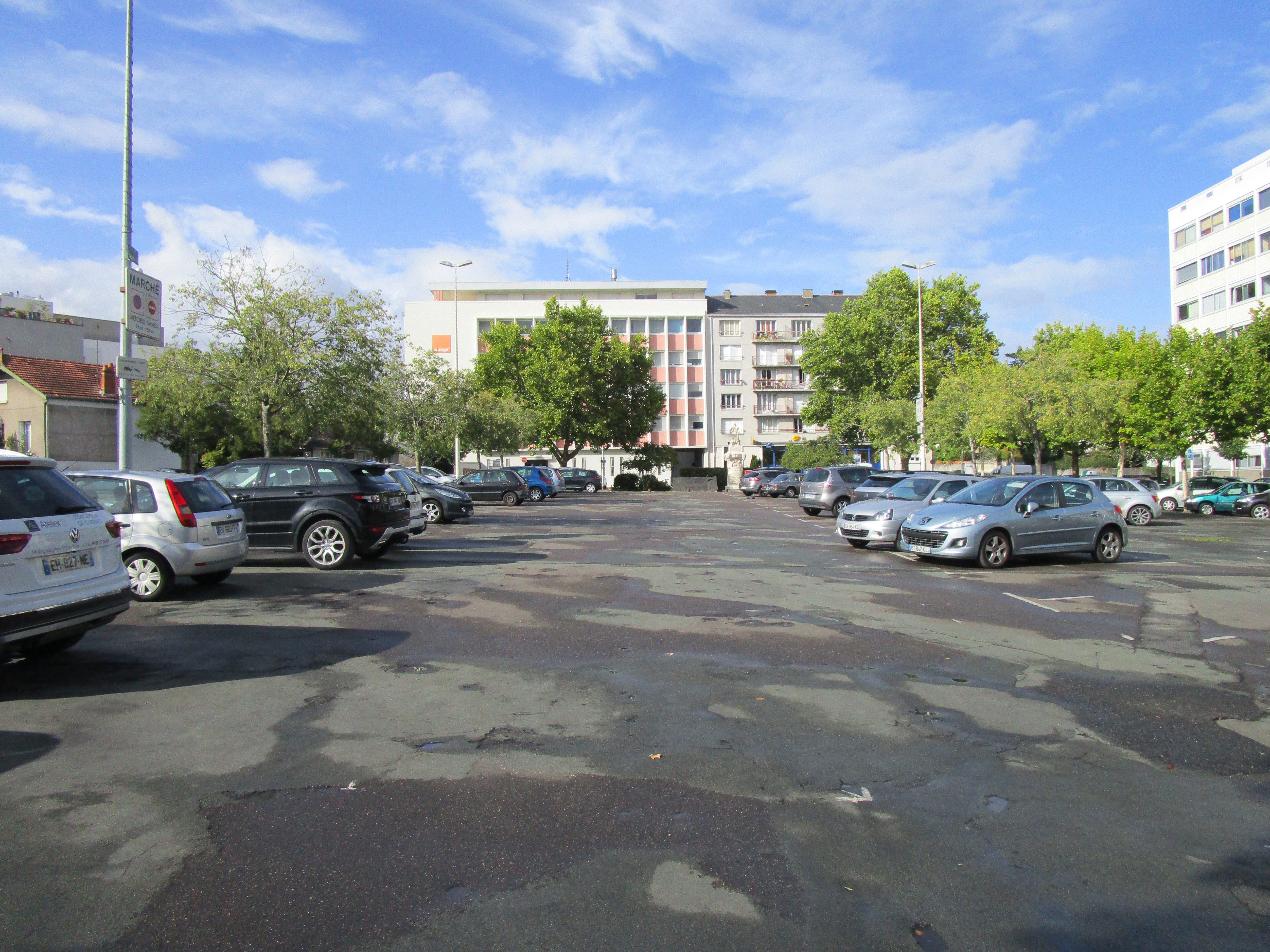
La place du Président Coty.
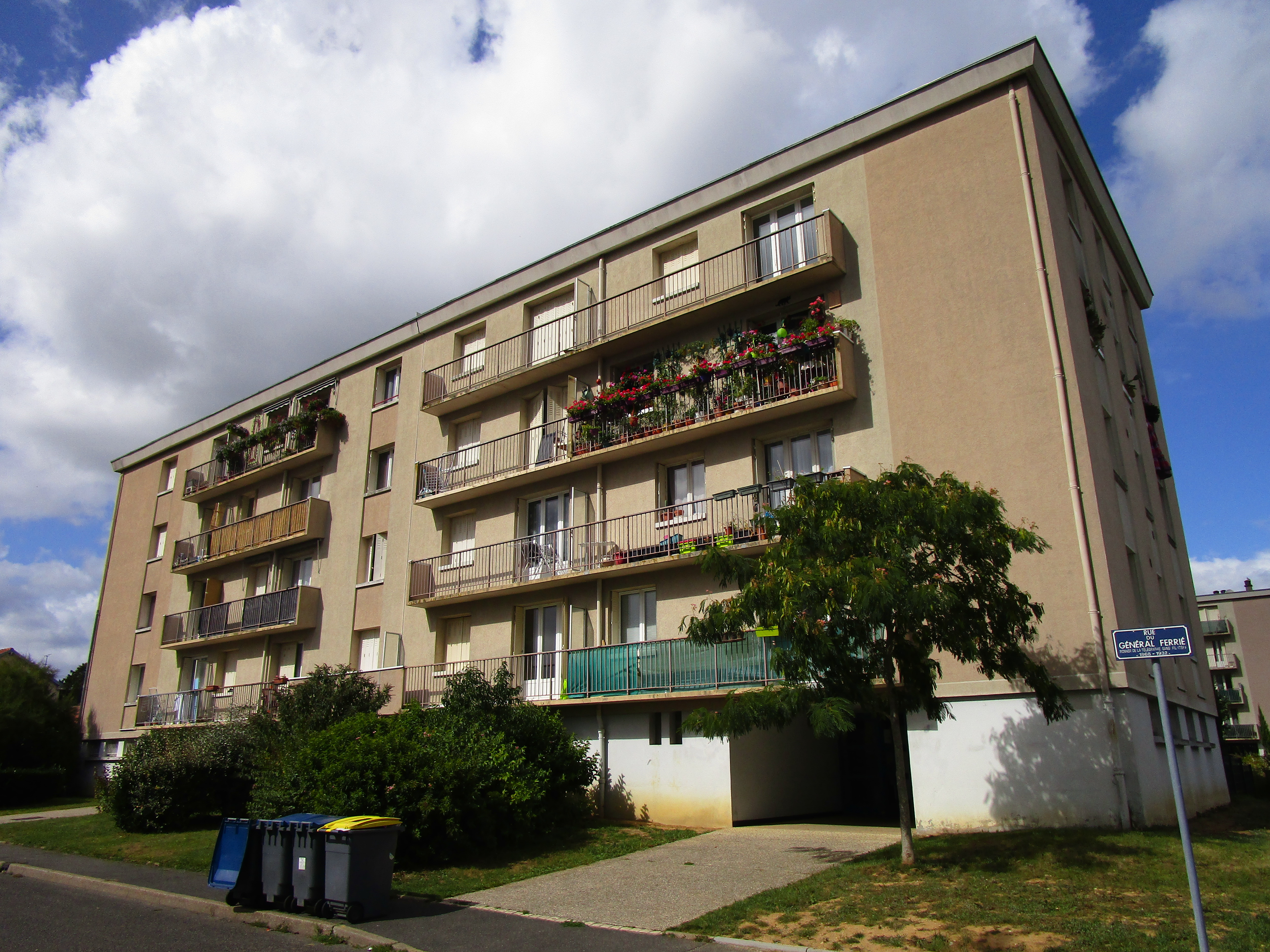
Immeuble rue du général Ferrié.
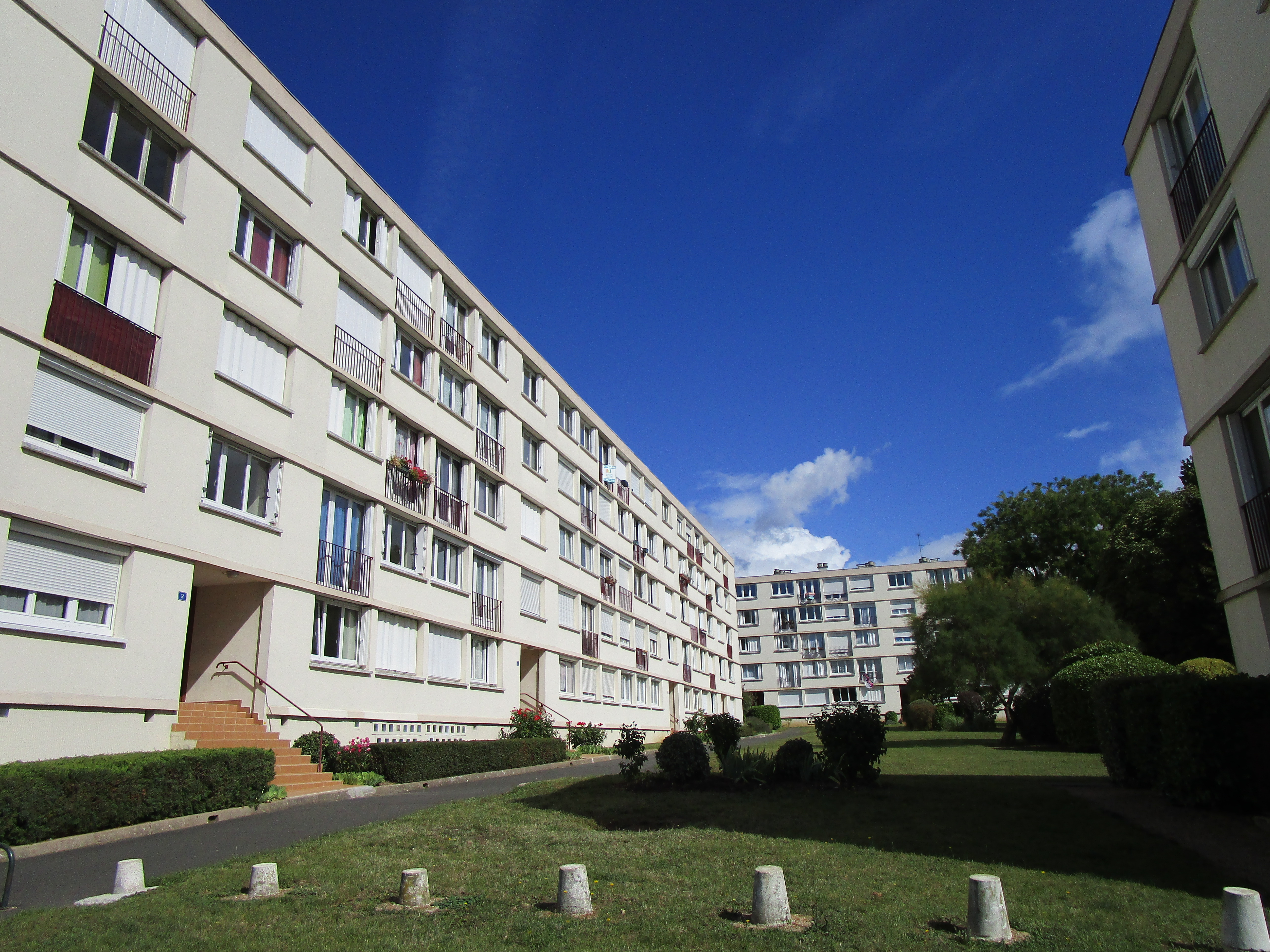
Immeubles sur la rue du Pas-Notre-Dame.
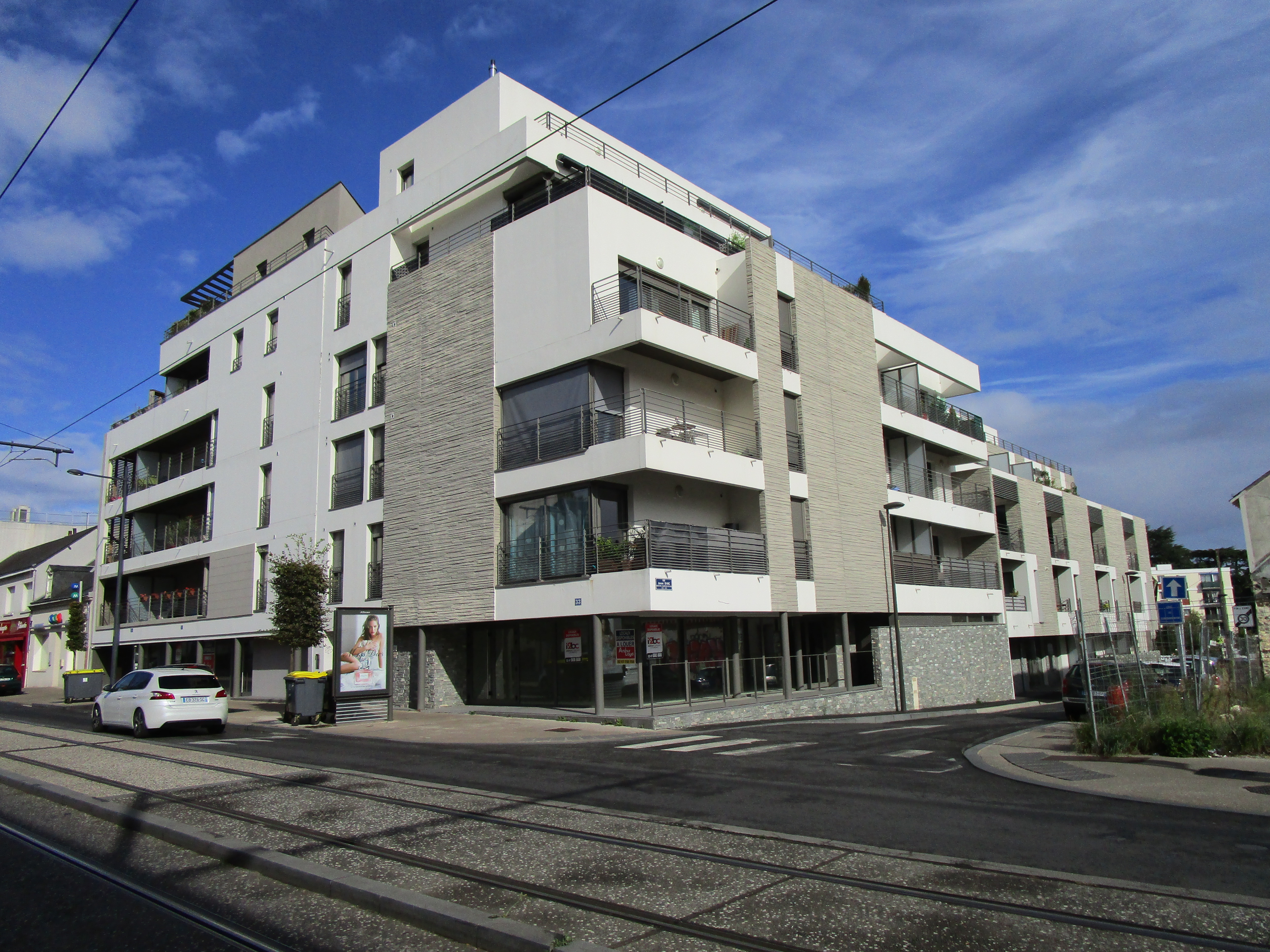
Immeuble sur l'avenue Maginot.
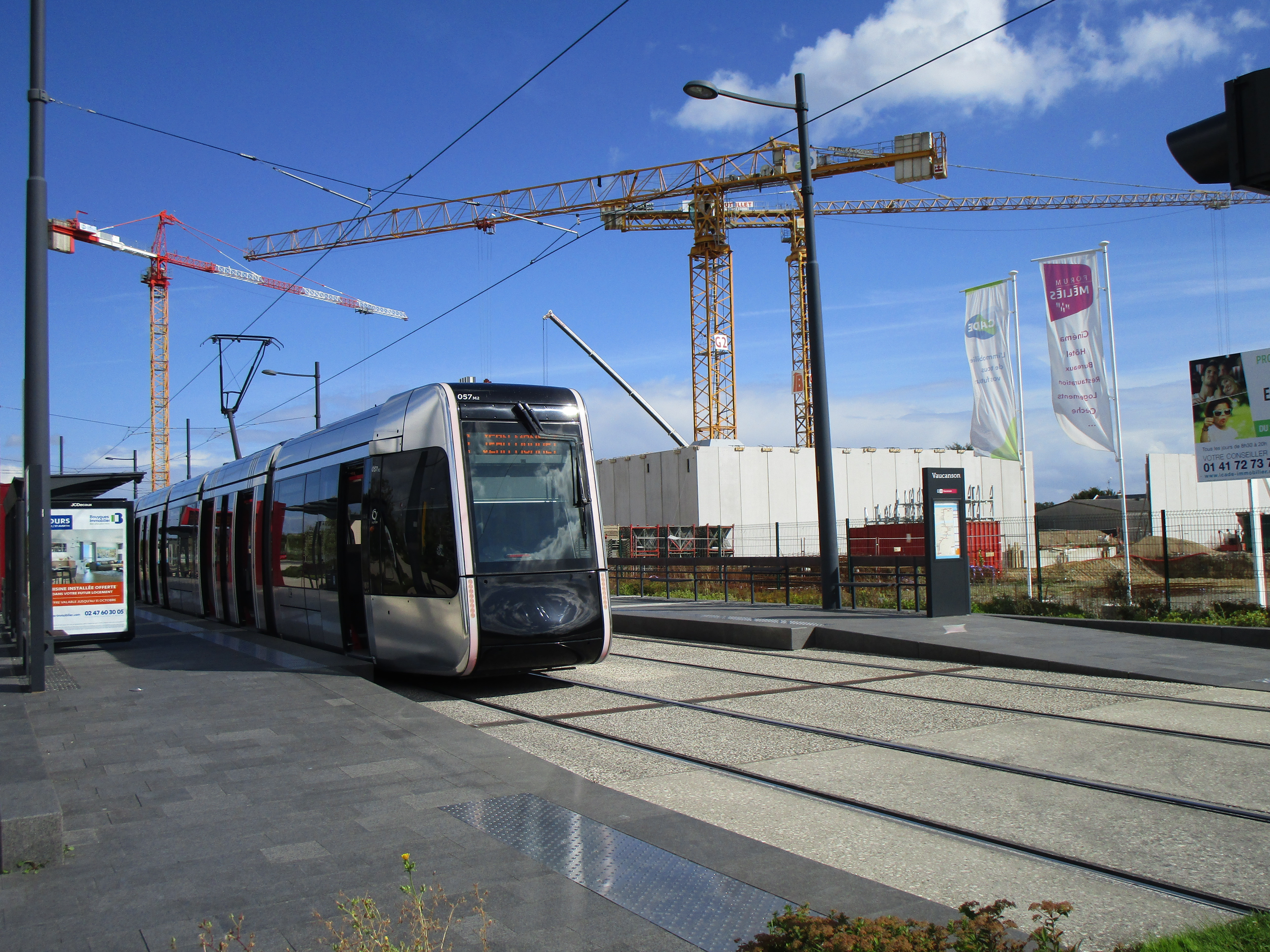
Terminus du tramway et projet Méliès.
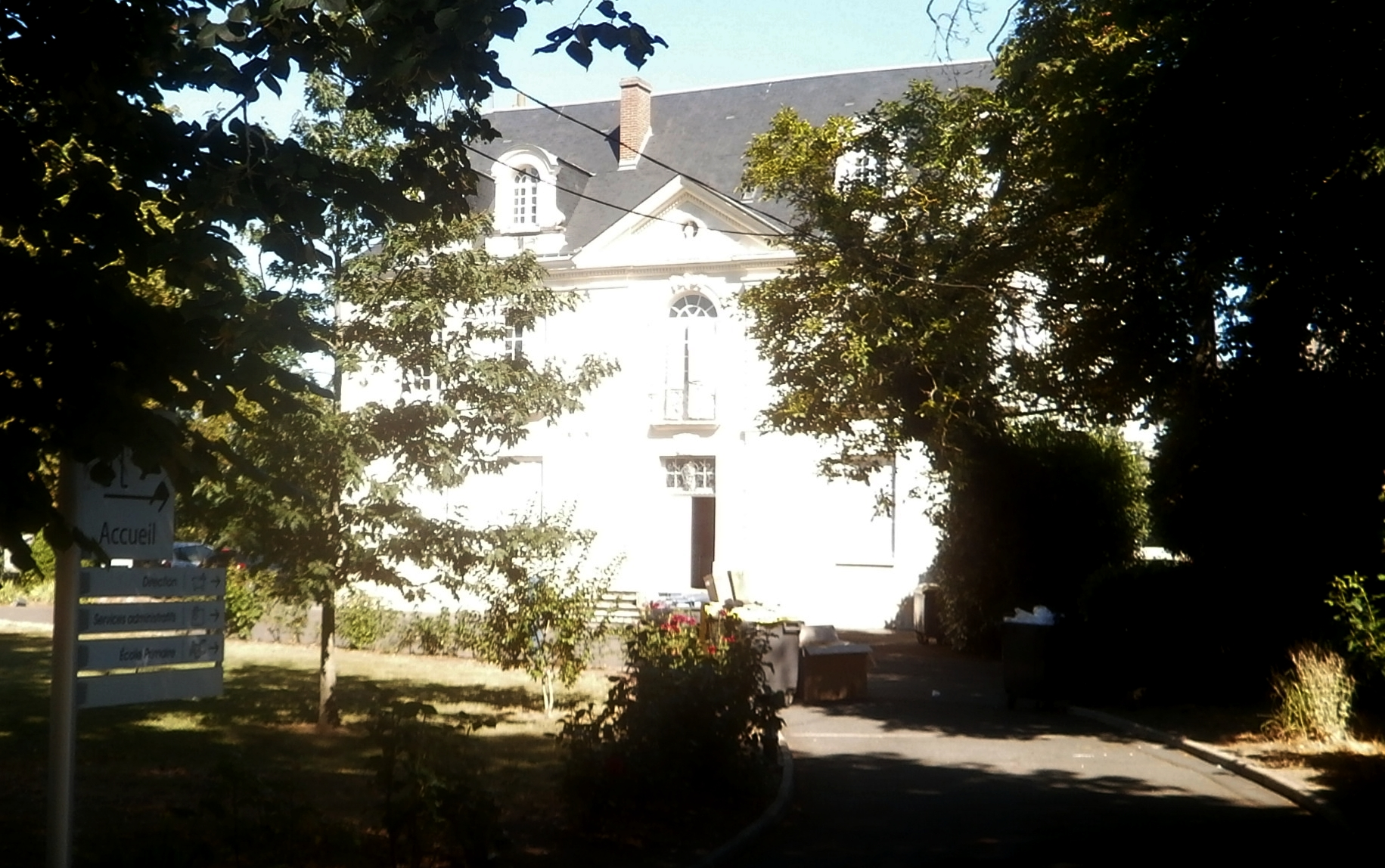
Château du Pilorget
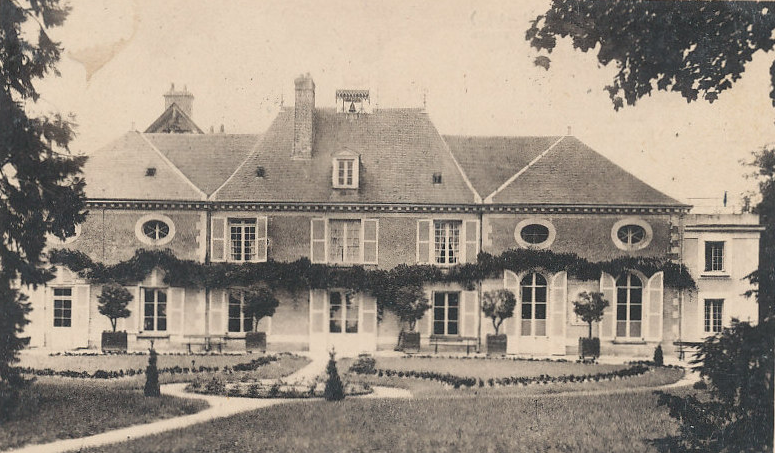
Château des Douets
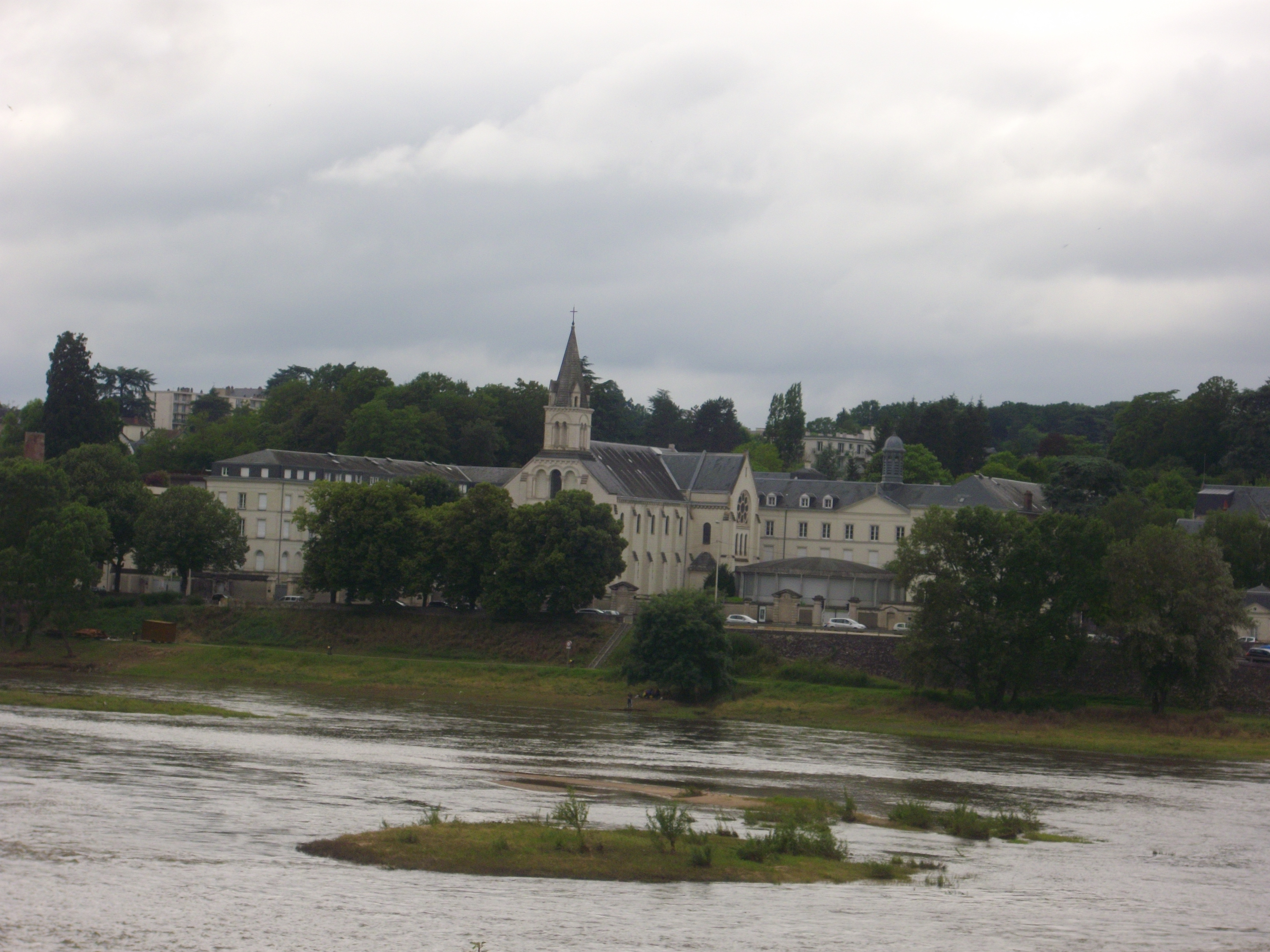
La Grande Bretèche